# Stazione meteorologica di Montecatini Terme
La stazione meteorologica di Montecatini Terme è la stazione meteorologica di riferimento relativa alla città di Montecatini Terme.

## Coordinate geografiche
La stazione meteo si trova nell'Italia centrale, in Toscana, in provincia di Pistoia, nel comune di Montecatini Terme, a 32 metri s.l.m. e alle coordinate geografiche 43°53′N 10°46′E.

## Dati climatologici
In base alla media trentennale di riferimento (1961-1990), la temperatura media del mese più freddo, gennaio, è di +6,3 °C; quella del mese più caldo, luglio, si attesta a +24,3 °C.
Le precipitazioni medie annue, superiori ai 1.000 mm e distribuite mediamente in 95 giorni di pioggia, presentano un minimo relativo in estate, un picco in autunno ed un massimo secondario tra l'inverno e la primavera .
| MONTECATINI TERME                  | Mesi | Mesi | Mesi | Mesi | Mesi | Mesi | Mesi | Mesi | Mesi | Mesi | Mesi | Mesi | Stagioni | Stagioni | Stagioni | Stagioni | Anno  |
| MONTECATINI TERME                  | Gen  | Feb  | Mar  | Apr  | Mag  | Giu  | Lug  | Ago  | Set  | Ott  | Nov  | Dic  | Inv      | Pri      | Est      | Aut      | Anno  |
| ---------------------------------- | ---- | ---- | ---- | ---- | ---- | ---- | ---- | ---- | ---- | ---- | ---- | ---- | -------- | -------- | -------- | -------- | ----- |
| T. max. media (°C)                 | 9,7  | 11,4 | 14,6 | 18,9 | 23,4 | 27,6 | 30,7 | 29,8 | 25,7 | 20,2 | 14,3 | 10,3 | 10,5     | 19,0     | 29,4     | 20,1     | 19,7  |
| T. min. media (°C)                 | 2,9  | 3,8  | 5,9  | 8,7  | 12,1 | 15,7 | 18,0 | 17,6 | 14,9 | 11,0 | 6,9  | 3,7  | 3,5      | 8,9      | 17,1     | 10,9     | 10,1  |
| Precipitazioni (mm)                | 116  | 90   | 100  | 77   | 77   | 46   | 30   | 66   | 92   | 112  | 130  | 125  | 331      | 254      | 142      | 334      | 1 061 |
| Giorni di pioggia                  | 10   | 9    | 10   | 8    | 9    | 5    | 3    | 5    | 7    | 8    | 11   | 10   | 29       | 27       | 13       | 26       | 95    |
| Eliofania assoluta (ore al giorno) | 3,1  | 3,8  | 4,2  | 5,0  | 6,3  | 7,6  | 9,4  | 8,2  | 6,6  | 4,9  | 3,1  | 2,8  | 3,2      | 5,2      | 8,4      | 4,9      | 5,4   |